# Leptotrochila radians
Leptotrochila radians är en svampart som först beskrevs av Jean Baptiste Desmazières, och fick sitt nu gällande namn av Petter Adolf Karsten 1871. Leptotrochila radians ingår i släktet Leptotrochila och familjen Dermateaceae.   Inga underarter finns listade i Catalogue of Life.